# Tral
Tral é uma cidade no distrito de Pulwama, no estado indiano de Jammu e Caxemira.

## Geografia
Tral está localizada a 33° 56′ N, 75° 06′ L. Tem uma altitude média de 1662 metros (5452 pés).
Entre suas vilas, destaca-se Dadaçara, que tornou-se foco de terrorismo islâmico.

## Demografia
Segundo o censo de 2001, sua população era de 11 607 habitantes. Os indivíduos do sexo masculino constituiam 53% da população e os do sexo feminino 47%. Tral tem uma taxa de literacia de 59%, inferior à média nacional de 59,5%: a literacia no sexo masculino é de 71% e no sexo feminino é de 45%. Em Tral, 7% da população está abaixo dos 6 anos de idade.